# Afirmaciones del oráculo de Delfos

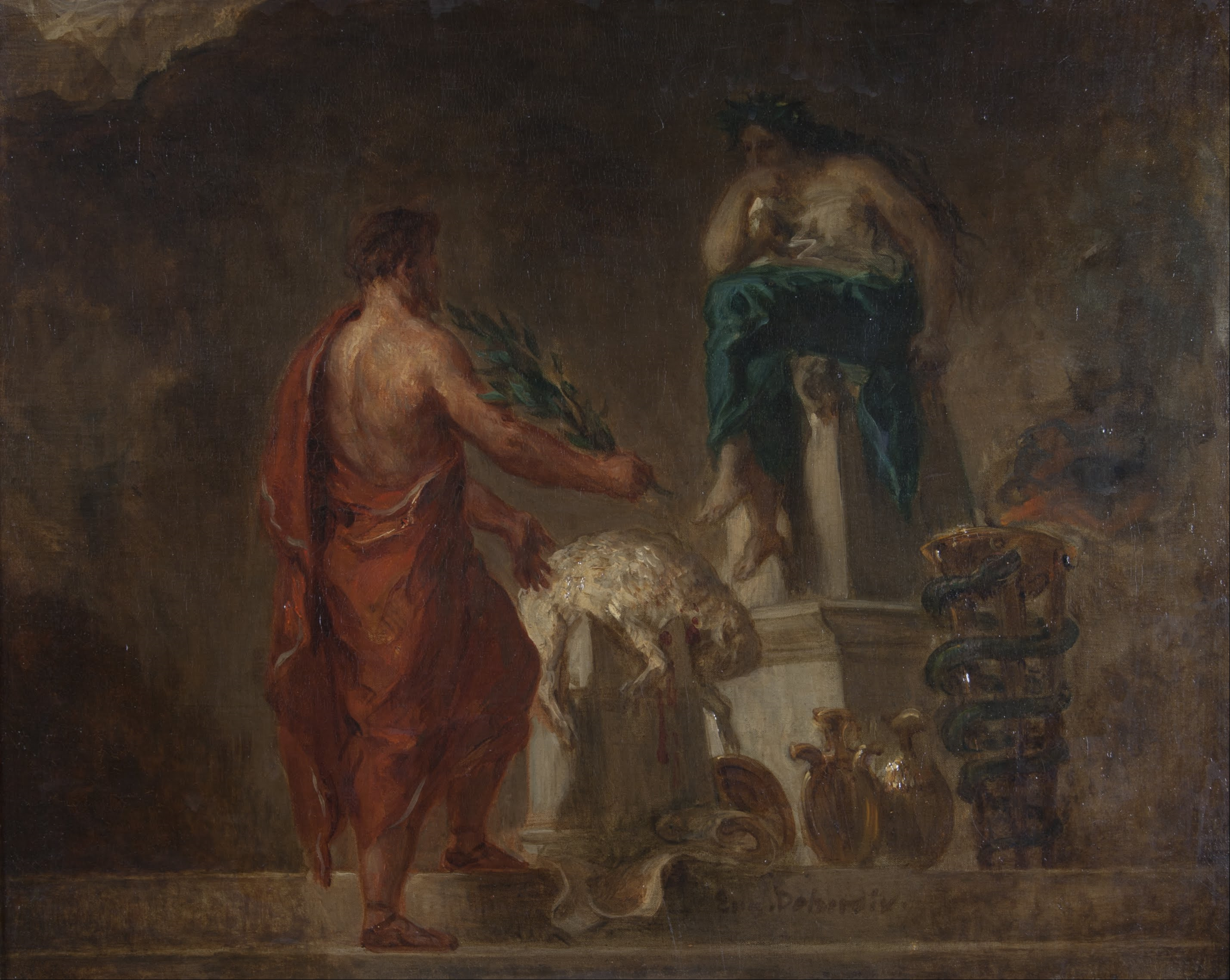
Licurgo consultando a la Pitia (1835/1845), tal y como lo imaginó Eugène Delacroix.

Pitia  (en griego: Πυθία) era la sacerdotisa que presidía el Oráculo de Apolo en Delfos. Hay más de 500 supuestas afirmaciones oraculares que han sobrevivido procedentes de varias fuentes que se refieren al oráculo de Delfos. Muchas son anecdóticas y han sobrevivido como proverbios. Algunas están redactadas de forma ambigua, aparentemente para mostrar al oráculo de forma positiva, independientemente del resultado. Tales profecías eran admiradas por su destreza en la redacción.
La siguiente lista presenta algunas de las más destacadas e históricamente significativas.

## Período temprano (arcaico)

### Licurgo
Algunas de las primeras afirmaciones oraculares de Delfos pueden haber sido entregadas a Licurgo, el semilegendario legislador espartano (hacia el siglo VIII a. C.).
Según el informe de Heródoto (Historias A.65, 2-4), Licurgo visitó y consultó el oráculo antes de aplicar sus nuevas leyes a Esparta,

 "Has venido a mi rico templo, Licurgo,/ Un hombre querido por Zeus y por todos los que tienen hogares olímpicos./ Dudo si declararte hombre o dios,/ Pero creo más bien que eres un dios, Licurgo". Algunos dicen que la Pitia también le entregó la constitución que ahora existe en Esparta, pero los propios lacedemonios dicen que Licurgo la trajo de Creta cuando era tutor de su sobrino Leobetes, el rey espartano.

Tanto Jenofonte como Plutarco atribuyen también a Licurgo la introducción de una moneda muy engorrosa hecha de hierro (para evitar el apego a la riqueza). En el relato de Plutarco y Diodoro, esto también se basó en una declaración oracular,

El amor al dinero y nada más arruinará a Esparta. 

La supuesta afirmación oracular se interpretó retrospectivamente como si se hubiera cumplido ya que el oro y la plata que los soldados de Esparta enviaron a casa después de la guerra del Peloponeso iban a ser la perdición de Esparta, según Plutarco. No es probable que este oráculo fuera entregado, si es que es histórico, al propio Licurgo, ya que la moneda no se había introducido en su época.

### 630 A.C.
En el año 630 a. C. el rey de la isla de Thera acudió a Delfos para ofrecer un regalo en nombre de su ciudad natal, y el oráculo le dijo:

que fundara una ciudad en Libia.

Como el rey no sabía dónde estaba Libia, no hizo nada. Más tarde Thera se vio afectada por la sequía, los theranos volvieron a dirigirse al oráculo que dijo:

si ellos... establecieran un asentamiento en Cirene en Libia, las cosas les irían mejor.

Siguiendo el consejo del oráculo, los theranos pidieron consejo a los cretenses sobre dónde estaba Libia y se estableció una colonia de Thera en Platea. Pero la mala suerte les siguió durante otros dos años, así que visitaron el oráculo una tercera vez. Ella dijo:

¿Te conoces mejor que yo, bella Libia abundante en vellones? ¿Mejor el forastero que el que la ha hollado? Oh, inteligentes theranos!

Los theranos pidieron consejo a los libios locales, que les dieron un nuevo emplazamiento, y la colonia prosperó.

### 595 A.C.
En el año 595 a. C., los asuntos del Oráculo se consideraron demasiado importantes para dejarlos en manos de los delfianos, y la santidad del lugar pasó a ser protegida por la Liga Anfictiónica, una liga de 12 ciudades que existía desde el año 1100 a. C. En ese año, la cercana Kirra comenzó a cobrar un peaje a los peregrinos, lo que dio inicio a la primera guerra sagrada. Tras cinco años de lucha, el Oráculo decretó que el lugar de Kirra quedara baldío, consagrado a Apolo. Esto dio paso a un periodo de gran prosperidad.

### 594 A.C.
En el año 594 a. C., Solón, el legislador ateniense, que pretendía arrebatar la isla de Salamina a Mégara y Cirra, fue informado por el oráculo:

"Primer sacrificio a los guerreros que una vez tuvieron su hogar en esta isla".
"A quién cubre ahora la llanura ondulante de la justa Asopía",
"Tumbados en las tumbas de los héroes con sus rostros vueltos hacia la puesta de sol",

Lo hizo, y tomando como voluntarios a 500 jóvenes atenienses cuyos ancestros provenían de Salamina, tuvo éxito en la conquista de la isla que iba a resultar tan importante en la historia ateniense posterior. Solón nunca dejó de apoyar y dar crédito al oráculo por su apoyo al declarar que la isla era originalmente jónica.
Al elaborar sus famosas reformas constitucionales para Atenas, Solón volvió a pedir consejo al oráculo que le dijo:

Siéntate ahora en medio del barco, pues eres el piloto de Atenas. Agarra el timón con fuerza en tus manos; tienes muchos aliados en tu ciudad.

Como resultado, Solón rechazó la oportunidad de convertirse en un tirano revolucionario y creó una constitución por la que él, y Atenas, fueron justamente honrados. Mediante el juicio con jurado, un sistema de impuestos progresivos y la condonación de las deudas, impidió que creciera la brecha entre los "ricos" y los "desposeídos". Pero se negó a aceptar las confiscaciones de los bienes de los ricos, creando así una clase media ateniense. Consiguió que el Consejo de Magistrados ateniense jurara que si violaban estas leyes dedicarían una estatua de oro al Oráculo de Delfos de igual peso que ellos.

### 560 A.C.
En el año 560 a. C., Creso de Lidia, en un juicio de oráculos, consultó a todos los oráculos famosos sobre lo que iba a hacer en un día señalado. Según Heródoto, el oráculo proclamó:

οἶδα δ'ἐγὼ ψάμμου τ᾽ ἀριθμὸν καὶ μέτρα θαλάσσης, καὶ κωφοῦ συνίημι, καὶ οὐ φωνεῦντος ἀκούω. ὀδμή μ᾽ ἐς φρένας ἦλθε κραταιρίνοιο χελώνης ἑψομένης ἐν χαλκῷ ἅμ᾽ ἀρνείοισι κρέεσσιν, ᾗ χαλκὸς μὲν ὑπέστρωται, χαλκὸν δ᾽ ἐπιέσται.

[Traducción: Conozco el número de granos de arena  y la medida del mar; entiendo el habla de los mudos y oigo al que no tiene sin voz. Ha llegado a mi sentido el olor de una tortuga de caparazón duro que hierve y burbujea con carne de cordero en una olla de bronce: el caldero que hay debajo es de bronce, y de bronce es la tapa.]

Delfos fue declarado vencedor. Creso preguntó entonces si debía hacer la guerra a los persas y si debía tomar para sí alguna fuerza aliada. Los oráculos a los que envió esta pregunta fueron los de Delfos y Tebas. Ambos oráculos dieron la misma respuesta, que si Creso hacía la guerra a los persas, destruiría un poderoso imperio. Además, le aconsejaron que buscara a los pueblos griegos más poderosos y se aliara con ellos.
Creso pagó una elevada suma a los délficos y luego envió al oráculo la siguiente pregunta: "¿Durará mucho su monarquía?". La Pitia respondió:

ἀλλ᾽ ὅταν ἡμίονος βασιλεὺς Μήδοισι γένηται, καὶ τότε, Λυδὲ ποδαβρέ, πολυψήφιδα παρ᾽ Ἕρμον φεύγειν μηδὲ μένειν μηδ᾽ αἰδεῖσθαι κακὸς εἶναι.

[Traducción: Cuando una mula se convierta en rey soberano de los medos, entonces, lidio de andar afeminado, huye por el Hermus de piedra, huye, y no pienses en mantenerte firme, ni te avergüences de ser cobarde.]

Creso pensó que era imposible que una mula fuera rey de los medos y, por lo tanto, creyó que él nunca perdería el poder. Por ello, decidió hacer causa común con algunas ciudades-estado griegas y atacar a Persia.
Sin embargo, fue su imperio, no el de los persas, el que fue derrotado, cumpliéndose la profecía pero no su interpretación de la misma. Al parecer, olvidó que Ciro, el vencedor, era medio medo (por su madre), medio persa (por su padre) y, por tanto, podía ser considerado una "mula".
En la oda de Báquides, compuesta para Hierón de Siracusa, que ganó la carrera de carros en Olimpia en el año 468, Creso, con su esposa y su familia, montó en la pira funeraria, pero antes de que las llamas pudieran envolver al rey, éste fue arrebatado por Apolo y llevado a los hiperbóreos. La versión de Heródoto incluye a Apolo en un modo más "realista": Ciro, arrepentido por la inmolación de Creso, no pudo apagar las llamas hasta que intervino Apolo.

### hacia el 550 a.C.
En su biografía de Pitágoras en su Vidas y opiniones de filósofos eminentes, Diógenes Laercio (siglo III d. C.) cita la afirmación de Aristoxeno (siglo IV a. C.) de que Temistoclea enseñó a Pitágoras sus doctrinas morales: 

Aristoxeno dice que Pitágoras obtuvo la mayoría de sus doctrinas morales de la sacerdotisa délfica Temistoclea.

Porfirio (233-305 d. C.) se refiere a ella como Aristoclea (Aristokleia), aunque no hay duda de que se refiere a la misma persona. Porfirio repite la afirmación de que fue la maestra de Pitágoras:

Él (Pitágoras) enseñó muchas otras cosas, que decía haber aprendido de Aristoclea en Delfos.

Heródoto en 1.66 en su historia de las guerras persas comenta que los espartanos consultaron a Delfos sobre sus planes de invadir las tierras de sus vecinos, los arcadios y su ciudad de Tegea. La Pitia respondió:

¿Me pides Arcadia? Pides demasiado; no te lo concedo. Hay muchos hombres en Arcadia, comedores de bellotas, que te obstaculizarán. Pero no te lo niego. Te daré Tegea para que la golpees con tus pies en la danza, y su hermosa llanura para que la midas con una cuerda.

### hacia el 525 a.C.
Heródoto afirma que en la época de la fundación del Tesoro de Sifón, se les dijo a los sifnianos:
Pritano

"... Cuando la sede de los Pritanos brille en blanco en la isla de Siphnos, con las cejas blancas todo el foro - necesidad entonces de una verdadera sabiduría de vidente - el peligro amenazará desde un barco de madera, y un heraldo en escarlata ..."

## Período clásico

### 480 A.C.
En el año 480 a. C., cuando Jerjes, hijo de Darío el Grande de Persia, regresó para terminar la tarea de conquistar a los griegos en la que su padre había fracasado, los atenienses consultaron al oráculo. Se les dijo:

Ahora tus estatuas están de pie y derramando sudor. Tiemblan de miedo. La sangre negra gotea desde los tejados más altos. Han visto la necesidad del mal. Salid, salid de mi santuario y ahogad vuestros espíritus en la desdicha.

Era inequívoco. Cuando se le persuadió para que pidiera consejo por segunda vez, el oráculo dio una forma de escapar a la perdición de los atenienses. Cuando Atenea se dirigió a su padre para que ayudara a su ciudad, Zeus respondió que concedería que "sólo un muro de madera no fuera capturado, una bendición para ti y tus hijos".
El oráculo volvió a aconsejar a los atenienses que huyeran:

No espereis en silencio la llegada de los caballos, la marcha de los pies, la hueste armada sobre la tierra. Escapaos. Dadle la espalda. Os encontrareis en la batalla de todos modos. Oh, santa Salamina, serás la muerte de muchos hijos de mujer entre el tiempo de la siembra y la cosecha del grano.

Mientras tanto, los espartanos también consultaron al oráculo y se les dijo:

La fuerza de los toros o de los leones no puede detener al enemigo.  No, no lo dejará, digo, hasta que desgarre la ciudad o al rey miembro a miembro

o en la versión de Heródoto:

Escuchen su destino, oh habitantes de Esparta de los amplios espacios;
Vuestra famosa gran ciudad debe ser saqueada por los hijos de Perseo.

O, si no es así, toda la tierra de Lacedemonia

Llorará la muerte de un rey de la casa de Heracles.

Porque ni la fuerza de los leones ni la de los toros podrán con él.

Fuerza contra fuerza; porque tiene el poder de Zeus,

Y no será detenido hasta que haya consumido a uno de estos dos.

Los espartanos se retiraron consternados, preguntándose qué destino era peor. Los propios delfianos preguntaron entonces cómo se podía derrotar a Persia. El oráculo respondió:

Reza a los vientos. Resultarán ser poderosos aliados de Grecia

Los acontecimientos superaron la profecía cuando el ejército persa asaltó las Termópilas, donde una coalición liderada por los espartanos (llamados popularmente los "300" por el número de espartanos enviados (que, salvo un hombre con una infección ocular, murieron todos)) y sus aliados resistieron el paso contra ellos. Los espartanos bajo el mando del rey Leónidas (El León) resistieron el avance persa en las Termópilas hasta que fueron traicionados. Al negarse a retirarse, todo el contingente espartano, incluido su rey (como se predijo), perdió la vida, pero al hacerlo se ganó una fama inmortal. La armada persa navegó entonces hasta el cercano cabo Artemisio, donde se encontró con la flota ateniense. Las naves atenienses lucharon contra grandes adversidades, pero en tres batallas lograron resistir.
Tras esto se desató una tremenda tormenta en Artemisio, con vientos violentísimos que atacaron a los barcos durante tres días. Los persas perdieron alrededor del 20% de sus barcos de guerra y quizás el mismo número de buques de transporte a causa de la tormenta. Los vientos tormentosos y las enormes olas no dañaron a los barcos atenienses.
De vuelta a Atenas, Temístocles argumentó que el muro de madera se refería a la armada ateniense y convenció a los atenienses de que siguieran con su política de utilizar las riquezas de sus minas de plata áticas en Laurión para seguir construyendo su flota. Basándose en que el oráculo se refería a la cercana isla de Salamina como "sagrada", afirmó que los muertos serían los enemigos de Grecia, no los atenienses. Para estos el oráculo habría dicho "Oh, cruel Salamina". Su voz se impuso, los ciudadanos de Atenas fueron evacuados a Salamina y en la siguiente batalla naval la flota ateniense y sus aliados destruyeron la flota persa en Salamina, mientras era observada por Jerjes. A pesar de que Atenas fue quemada por los persas, sus habitantes se salvaron, la amenaza persa terminó y la autoridad del Oráculo nunca fue mayor.

### 440 A.C.
Hacia el año 440 a. C. se dice también que el Oráculo afirmaba que no había nadie más sabio que Sócrates, a lo que éste respondía que, o bien todos eran igual de ignorantes, o bien que él era más sabio porque sólo él era consciente de su propia ignorancia ("lo que no sé no creo saberlo"). Esta afirmación está relacionada con la primera de las máximas délficas inscritas en el patio del templo de Apolo en Delfos, Gnothi Seauton (γνῶθι σεαυτόν), "¡conócete a ti mismo!". La segunda máxima es Meden agan (μηδὲν ἄγαν ): "nada en exceso". Sócrates quizás tenía apenas unos 30 años en ese momento, su fama como filósofo estaba aún por llegar.
Una versión de la afirmación decía que un amigo de Sócrates, Queréfano, se presentó ante Pitia preguntando: "¿Hay algún hombre vivo más sabio que Sócrates?". La respuesta que recibió fue simplemente: "Ninguno". Otra versión es:

Sófocles es sabio, Eurípides es más sabio, pero de todos los hombres Sócrates es el más sabio

### 431 A.C.
Al estallar la guerra del Peloponeso, los espartanos enviaron una delegación a Delfos para preguntar si sería prudente entrar en guerra contra Atenas. Según Tucídides, "se dice que el dios respondió que si luchaban con todas sus fuerzas, la victoria sería suya, y que él mismo estaría de su lado, lo invocaran o no".

### 403 A.C.
En el año 403 a. C., Lisandro, el vencedor espartano de la guerra del Peloponeso, fue advertido de que tuviera cuidado:

También el dragón (serpiente), nacido en la tierra, con astucia viene detrás de ti. 

Fue asesinado por la espalda en el año 395 a. C. por un Neócoro, que tenía una serpiente pintada en su escudo.

### 401 A.C.
En el año 401 a. C., Esparta fue advertida:

Seguro aunque tus pies, orgullosa Esparta, tienen un cuidado,

El reinado de un rey cojo puede verte tropezar - ¡Cuidado!

Los problemas que no se han previsto ensuciarán tu orilla.

Y el tiempo rodante su marea de carnicería verterá.

Agesilao, el rey cojo de Esparta, que accedió al trono espartano en la época de Lisandro a base de atacar a sus enemigos en todos los ámbitos, perdió el control de los mares a manos de los persas, que atacaron las localidades costeras espartanas. En su obsesión por Tebas, incitó a los tebanos bajo el mando de Epaminondas a contraatacar. Los espartanos fueron derrotados por primera vez por los tebanos en la batalla de Leuctra en el 371 a. C.; esto condujo a la invasión de la propia Esparta y a su derrota en la batalla de Mantinea en el 362 a. C.

### 359 A.C.
En el año 359 a. C., Filipo II de Macedonia consultó al Oráculo y se le dijo:

Con lanzas de plata puedes conquistar el mundo

El rey trató entonces de controlar las minas de plata del vecino reino tracio e ilirio, y las utilizó para sobornar y obtener victorias iniciales, enfrentando a un estado griego con los demás, y aislando a sus enemigos mediante sobornos a posibles aliados.
Filipo también tenía un potro negro muy brioso que nadie podía montar. El Oráculo de Delfos afirmó que quien pudiera montar este caballo conquistaría el mundo, pero a pesar de muchos intentos ni Filipo ni ninguno de sus generales pudo montar el caballo. Su hijo, Alejandro, que más tarde se llamaría Magno, lo consiguió al darse cuenta de que el caballo tenía miedo de su propia sombra. Filipo entregó el caballo Bucéfalo a Alejandro, que llevó el corcel a la conquista de Asia.
En el año 353 a. C. estalló una tercera Guerra Sagrada cuando Tebas impuso una multa a Fócida, y ésta, para pagar la guerra, gravó fuertemente al pueblo de la cercana Delfos y se apoderó del Tesoro de Delfos. La Liga Anfictiónica dirigida por Filipo declaró la guerra a Fócida. Filipo trató de unir a toda Grecia con Macedonia en la Liga Anfictiónica para atacar a Persia.
En el 339 a. C. Filipo volvió a enfrentarse a la alianza anfictiónica cuando los crisios invadieron los terrenos sagrados de Apolo. Filipo castigó a los crisios y, a continuación, en el 338 a. C. derrotó a los ejércitos combinados de atenienses y espartanos, convirtiéndose así en la fuerza dominante en los asuntos griegos. Finalmente, en la batalla de Queronea triunfó contra atenienses y tebanos, pero fue asesinado antes de poder dirigir la invasión de Persia.

### 336 A.C.
Alejandro Magno visitó el oráculo de Delfos deseando escuchar una profecía según la cual pronto conquistaría todo el mundo antiguo. Para su sorpresa, el oráculo le negó un comentario directo y le pidió que viniera más tarde. Furioso, Alejandro arrastró a Pitia por los cabellos fuera de la cámara hasta que gritó: "¡Eres invencible, hijo mío!". (ἀνίκητος εἶ ὦ παῖ). En cuanto escuchó estas palabras la dejó caer, diciendo: "Ahora tengo mi respuesta".

### sobre 300 A.C.
Diógenes Laercio relató que cuando Zenón de Citio "consultó al oráculo qué debía hacer para vivir de la manera más excelente, el Dios le respondió que debía adquirir la misma complexión que los muertos, de lo que dedujo que debía aplicarse a la lectura de los libros de los antiguos. En consecuencia, se apegó a Crates de Tebas...."

### 279 A.C.
En el 279 a. C., saqueado por una invasión celta, el oráculo declaró:

¡El cuidado de estas cosas recae sobre mí!

Los celtas se encontraron con terremotos, avalanchas y una enorme tormenta de nieve que les obligó a retirarse. Pero los romanos eran otra cosa. En el año 191 a. C., el santuario de Delfos cayó en la esfera de influencia romana, y el oráculo apoyó en general el ascenso de Roma en lo sucesivo.

## Período Romano

### 83 A.C.
En el año 83 a. C., Delfos fue arrasada por un ataque de la tribu tracia de Maedi, que apagó el fuego sagrado que había estado ardiendo ininterrumpidamente durante siglos. En la época de Pompeyo el Grande, Cicerón, aliado de Pompeyo, consultó al Oráculo cómo debería hacer para lograr la mayor fama y se le dijo:

Haz de tu propia naturaleza, y no de los consejos de otros, tu guía en la vida.

Posteriormente Pompeyo fue derrotado por Julio César. Cicerón cultivó su oratoria y sus habilidades en los tribunales para preservar a Roma de la conjura de los catilinarios, ganando una fama imperecedera.

### 67 D.C.
En el año 67 d. C. al emperador Nerón, que sólo tenía 30 años y había matado a su propia madre en el 59 d. C., al visitar el Oráculo se le dijo:

Tu presencia aquí ultraja al dios que buscas. ¡Regresa, matricida! ¡El número 73 marca la hora de tu caída!

El emperador, indignado, hizo quemar viva a la Pitia. Nerón pensó que tendría un largo reinado y que moriría a los 73 años. En cambio, su reinado tuvo un corto final tras la revuelta contra él y el nombramiento de Galba como emperador, el cual tenía entonces 73 años.

### Antes de 117 D.C.
Antes del año 117 d. C., el emperador Adriano visitó Delfos antes de llegar al trono. Tras beber del Kassotis, se proclamó su destino como emperador. Cuando accedió al trono, ordenó bloquearlo para que nadie más pudiera hacerse la misma idea de la misma manera.

### 302 D.C.
Al emperador Diocleciano, al consultar el oráculo por consejo de Galerio, se le dijo que la secta del cristianismo llevaría a la destrucción del Imperio. Esto condujo a la persecución diocleciana, en la que los cristianos fueron perseguidos por no estar de acuerdo con los sacrificios a los dioses griegos y romanos. Dicha persecución terminó con el Edicto de Tolerancia de Constantino, pero después del reinado de Teodosio, los cristianos tomaron represalias persiguiendo a la Pitia.

### 362 D.C.
La hagiografía cuenta que en el año 362, en nombre de su emperador Juliano el Apóstata, Oribasio visitó el oráculo de Delfos, ahora en un estado bastante desolado, ofreciendo los servicios de su emperador al templo y, a cambio, recibiendo una de las últimas profecías de la Pitia de Delfos:

Dile al emperador que mi sala se ha derrumbado. Phoibos ya no tiene su casa, ni su bahía mántica, ni su manantial profético; el agua se ha secado.

Fontenrose duda de la autenticidad de este oráculo, caracterizándolo como un "oráculo cristiano, ideado para demostrar que el Apolo délfico preveía la misión de Cristo y el fin de los Oráculos".

### 393 D.C.
El último oráculo del que se tiene constancia fue en el año 393 d. C., cuando por orden del emperador Teodosio I se cerró el templo y nunca más se volvió a abrir. El oráculo declaró que todo había terminado. En 5 años el emperador había muerto y 15 años después Alarico y los visigodos capturaron Roma.